# Theta Piscium
Theta Piscium (θ Psc / 10 Piscium) es una estrella en la constelación de Piscis de magnitud aparente +4,28.
No tiene nombre propio habitual, pero en la astronomía china, junto a Fum al Samakah (β Piscium), γ Piscium, ι Piscium y ω Piscium, formaba Peih Leih, «el relámpago».
Se encuentra a 159 años luz del sistema solar.
Theta Piscium es una gigante naranja de tipo espectral K1III.
Tiene una temperatura efectiva de 4677 K y es 51 veces más luminosa que el Sol.
Su diámetro angular, una vez considerado el oscurecimiento de limbo, es de 2,00 ± 0,02 milisegundos de arco; ello permite evaluar su diámetro real, resultando ser este 10,5 veces más grande que el diámetro solar.
Gira sobre sí misma con una velocidad de rotación proyectada de 1,9 km/s.
Tiene una edad estimada de 4330 millones de años y, como la mayor parte de las estrellas de nuestro entorno, es una estrella del disco fino.
Theta Piscium presenta una metalicidad —abundancia relativa de elementos más pesados que el helio— algo menor que la solar ([Fe/H] = -0,10).
Otros elementos como sodio, aluminio y silicio presentan unos niveles comparativamente iguales a los de hierro, si bien Theta Piscium parece ser algo deficitaria en bario ([Ba/Fe] = -0,14).